# チャトゥチャック区
チャトゥチャック区（チャトゥチャックく、タイ語: เขตจตุจักร）は現在、タイ王国バンコク都の行政区の一つ。
この行政区は、北から順に、ラックシー区、バーンケーン区、ラートプラーオ区、フワイクワーン区、ディンデーン区、パヤータイ区、バーンスー区の7つの行政区に接している。

## 歴史
1989年にバーンケーン区から新しい区として分離した。名前はチャトチャック公園やチャトチャック・ウィークエンド・マーケットなどに由来する。

## 店舗
- セントラルプラザ・ラートプラーオ

## 交通
- タイ国有鉄道 : クルンテープ・アピワット中央駅[1]、バーンケン駅
- バンコク・メトロ : カムペーンペット駅、チャトゥチャック公園駅、パホンヨーティン駅、ラートプラーオ駅
- バンコク・スカイトレイン : モーチット駅
- 北バスターミナル（モーチット・マイ・バスターミナル）は、この区内にある。